# Герб Беломорского района
Герб муниципального образования Беломорский муниципальный район Республики Карелия наряду с флагом является официальным символом Беломорского района. Герб утверждён Решением Совета муниципального образования «Беломорский муниципальный район» № 63 от 18 сентября 2019 года «Об утверждении Положения о гербе и флаге муниципального образования „Беломорский муниципальный район“ и внесён в Государственный геральдический регистр Российской Федерации с присвоением регистрационного номера 12589.

## Описание
Согласно Положению о гербе Беломорского муниципального района выглядит следующим образом:
В рассечённом зелёном и лазоревом поле над пониженным тройным волнистым серебряным поясом — справа серебряный лыжник (с чёрными волосами), держащий натянутый лук со стрелой, а слева серебряная вогнутая рыба (сёмга), положенная в столб.

## Символика

### Историческая основа
Герб является символом исторических, природных, географических и экономических особенностей Беломорского района, который расположен в северо-восточной части Республики Карелия вдоль побережья Онежской губы Белого моря. Здесь к морю выходит Беломорско-Балтийский канал, при строительстве которого из старинных поселений в 1938 году был образован город Беломорск — административный центр района. Город лежит в устье реки Нижний Выг, который, разветвляясь на многочисленные рукава своей дельты, впадает в море. Сюда же подходят и автомобильная и железная дороги, связывающие Санкт-Петербург и Мурманск. Расположение Беломорска в сосредоточие транспортных магистралей (водного канала, автомобильной и железной дорог), а также главные водные артерии района (Белое море, Беломорско-Балтийский канал и река Нижний Выг) в гербе символизирует тройной волнистый пояс.
Возле Беломорска обнаружены многочисленные первобытные археологические памятники. Древние рыбаки и охотники создали на островах реки Выг наскальные изображения — петроглифы. Беломорские петроглифы включают свыше 2000 отдельных фигур и сцен охоты. Это один из уникальных памятников первобытного искусства Северной Европы и самое крупное скопление рисунков древних людей в европейской части России. Здесь же находятся и наиболее древние в Европе изображения человека-охотника на лыжах. Лыжник-лучник в гербе символизирует туристический потенциал территории, в том числе уникальную достопримечательность в виде беломорских петроглифов, а также богатую историю района.
С первого тысячелетия нашей эры на территории современного Беломорского района обитали финно-угорские народы: карелы и саамы, а в XIII—XV веках на побережье моря основали свои поселения поморы. Сочетание в гербе белого и синего цветов отражает как название района, так и огромную роль, которую исторически играли море и реки в жизни жителей. Рыба на гербе — символ природных богатств территории и огромной роли рыболовства и рыбопереработки как в прошлом, так и в настоящее время. Люди издревле вылавливали в устьях рек сёмгу, а основу рыбного промысла на Белом море составляла добыча сельди. Кроме того, в современной экономике района значительную роль играют форелеводческие хозяйства.
Еще одно природное богатство района — леса, которые покрывают около 40 % территории и которые в гербе символизирует зеленый цвет. Основными породами деревьев являются ель и сосна. Жители издревле пользовались дарами леса, занимаясь охотой и добычей пушнины, а с XIX века в экономике территории важную роль играют лесозаготовка и деревообработка.

### Цветовое описание герба
Применённые в гербе цвета в геральдике обозначают:
- белый цвет (серебро) — символ совершенства, благородства и веры.
- синий цвет (лазурь) символизирует возвышенные устремления, искренность и добродетель; также это цвет водных объектов (море, озера и реки) и чистого неба.
- зелёный цвет (зелень) — символ весны, радости, надежды, жизни, здоровья, природы, а также символ лесов и природных богатств.
- черный цвет (чернь) — символ благоразумия, мудрости и свободы.

## Авторы герба
Герб был разработан и создан авторским коллективом в следующем составе:
- Идея — Ю. Росич (Москва);
- Компьютерный дизайн — А. Карпова (Барнаул), Ю. Росич (Москва).

## Альтернативный вариант
В сентябре 2019 года был представлен ещё один вариант герба Беломорского муниципального района.
В рассечённом серебряном и лазоревом поле над пониженным тройным волнистым поясом переменных с полем цветов — справа зелёная ель (без корней), а слева серебряная вогнутая рыба (сёмга), положенная в столб».
Природное богатство района — леса, которые покрывают около 40 % территории и которые в проекте герба символизирует ель — она наравне с сосной является основной породой деревьев. Жители издревле пользовались дарами леса, занимаясь охотой и добычей пушнины, а с XIX века в экономике территории важную роль играют лесозаготовка и деревообработка.